# Bój o Bełżec

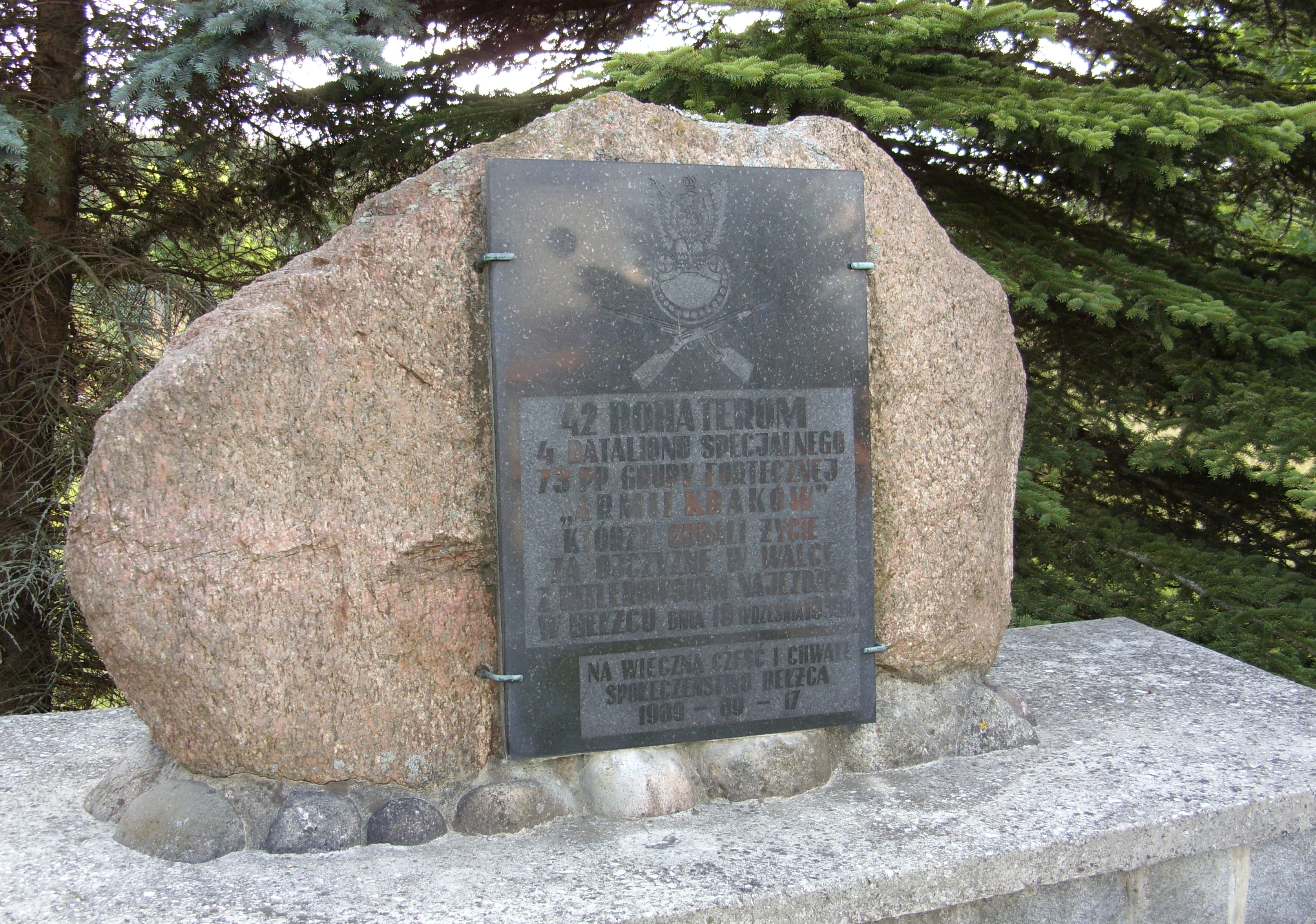
Pomnik ku czci poległych żołnierzy Wojska Polskiego w Bełżcu 19 września 1939, w czasie II wojny światowej

Bój o Bełżec – walki stoczone 19 września 1939 r. przez polskie oddziały Grupy Fortecznej Obszaru Warownego „Katowice” 73 pułku piechoty Armii Kraków pod dowództwem płk. Wacława Klaczyńskiego z niemieckim najeźdźcą w czasie kampanii wrześniowej.

## Przebieg walk
Zgodnie z rozkazem Naczelnego Wodza połączone armie: Armia Lublin i Armia Kraków pod dowództwem gen. Tadeusza Piskora miały przebijać się w kierunku na Lwów aby połączyć się z wojskami gen. Kazimierza Sosnkowskiego. Gen. Piskor zdecydował się nacierać w kierunku Tomaszów Lubelski – Bełżec.
Gen. Piskor wydał rozkaz operacyjny: „[...] uderzyć na Tomaszów Lubelski dnia 18 IX 1939, godz. 5.00, po liniach: 1) Krasnobród – Tomaszów Lubelski i 2) Ciotusza – Tomaszów Lubelski, z zadaniem opanowania i utrzymania Tomaszowa Lubelskiego. Rozpoznać na Bełżec; kompanią zaporową zamknąć przejście przez Wieprz z kierunku Zamościa.
Grupa „Boruta” ubezpieczy działanie na Tomaszów Lubelski, utrzymując do świtu rejon Józefów, Hamernia, Nowiny. W miarę posuwania się gen. Jana Jagmin-Sadowskiego przejdzie do rejonu Bełżca, który utrzyma [...]”.
Dowódca Grupy „Boruta” gen. Mieczysław Boruta-Spiechowicz skierował 6 Dywizję Piechoty i Grupę Forteczną Obszaru Warownego „Katowice” płk. Wacława Klaczyńskiego do natarcia na Narol i Bełżec. 6 Dywizja opanowała Narol. Grupa Forteczna parła na Bełżec poprzez Maziły, gdzie poległ jej dowódca płk. Wacław Klaczyński. W Bełżcu rozpoczęła się walka IV batalionu Grupy Fortecznej z oddziałami niemieckimi.
IV batalion Grupy Fortecznej Obszaru Warownego „Katowice” 73 pułku piechoty przebił się obok Maził, lecz nad ranem 19 września 1939 w Bełżcu wpadł w zasadzkę niemieckiej placówki z ukrytymi czołgami. Poległo 40 szeregowych i 5 oficerów, w tym dowódca batalionu mjr Jan Stefan Witkowski, dowódca 5 kompanii karabinów maszynowych kpt. St. J. Siemiatycki, oficer łączności por. A. Mendelik, i dwóch oficerów rezerwy. Ranni zostali: dowódca 5 kompanii karabinów maszynowych kpt. L. S. Lebiedziewicz, dowódca 10 kompanii strzeleckiej por. M. Raszewski i por. J. Obierek (18 września pod Maziłami). Resztki batalionu w sile około 200 ludzi, pod dowództwem kpt. Kurdziela wycofały się do lasu Brzeziny, a następnie ukrywając się za dnia i maszerując w nocy w kierunku Hrubieszowa, doszły 21 września 1939 do Wereszczycy.
19 września 1939 nad ranem w rejon Bełżca przebił się też oddział 2 pułku strzelców podhalańskich w sile około 150 ludzi, w tym 17 oficerów.